# Досс, Десмонд
Де́смонд То́мас Досс (англ. Desmond Thomas Doss; 7 февраля 1919, Линчберг, Виргиния — 23 марта 2006, Пидмонт, Алабама) — ветеран Второй мировой войны, первый из трёх сознательных отказчиков от военной службы, получивших высшую военную награду — Медаль Почёта. Во время совершения героических действий, за которые был награждён, являлся капралом в Армии США, прикомандированным к медицинскому отряду 307-го полка 77-й пехотной дивизии.

## Биография
Десмонд Досс родился 7 февраля 1919 года в Линчберге, в семье плотника Уильяма Томаса Досса и простой рабочей обувной фабрики Берты Эдвард Оливер Досс. Воспитывался в соответствии с принципами адвентистов седьмого дня и в 21 год уже был дьяконом в церкви, а также вегетарианцем. До призыва на военную службу работал на верфи Newport News Shipbuilding.
Под влиянием веры стал сознательным отказчиком — запретил себе ношение оружия и, тем более, его применение по отношению к людям. Ему было предложено отложить военную службу, но он отказался, так как, хотя и был против войны и убийств, желал служить стране настолько, насколько ему позволялось его верой. В конечном счёте, после просьб к военному руководству, его назначили санитаром 307-го пехотного полка 77-й пехотной дивизии.
Из-за отказа носить оружие Досс часто подвергался насмешкам и нападкам со стороны своих сослуживцев, обвинялся в неисполнении служебного долга. Но отношение к нему резко изменилось после первых боёв в июле 1944 года, в которых его подразделению пришлось участвовать. Он доставил около 75 раненых в безопасное место на хребте Хаксо. За свои заслуги в битве за Лейте, освобождении Филиппин и битве за Окинаву он был награждён Бронзовой звездой и высшей военной наградой США — Медалью Почёта.

## В культуре
На основе реальных событий из жизни Досса снят фильм «По соображениям совести» (англ. Hacksaw Ridge), премьера которого в США состоялась 4 ноября 2016 года. Роль Десмонда сыграл Эндрю Гарфилд.

## Награды
|                                                                                      | Медаль почёта |
| Бронзовый пучок дубовых листьев                                                      | Бронзовая звезда с одним пучком дубовых листьев и с кластером «V» (Valor с англ. — «доблесть») за героизм на поле боя. |
| Бронзовый пучок дубовых листьев · Бронзовый пучок дубовых листьев                    | Пурпурное сердце с двумя пучками дубовых листьев                                                                       |
|                                                                                      | Медаль Президентской Академии                                                                                          |
|                                                                                      | Похвальная благодарность армейской воинской части                                                                      |
|                                                                                      | Медаль «За безупречную службу»                                                                                         |
|                                                                                      | Медаль «За Американскую кампанию»                                                                                      |
| Бронзовая звезда за службу · Бронзовая звезда за службу · Бронзовая звезда за службу | Медаль «За Азиатско-тихоокеанскую кампанию» с тремя звездами за службу                                                 |
|                                                                                      | Медаль Победы во Второй мировой войне                                                                                  |
|                                                                                      | Медаль «Армии оккупации»                                                                                               |
| Бронзовая звезда за службу · Бронзовая звезда за службу · Бронзовая звезда за службу | Медаль «За освобождение Филиппин» с одной звездой за службу                                                            |
|                                                                                      | Боевой Медицинский Значок                                                                                              |